# Sante Monachesi
Sante Monachesi (Macerata, 10 gennaio 1910 – Roma, 28 febbraio 1991) è stato un artista, pittore e scultore italiano, fondatore nel 1932 del "Movimento Futurista nelle Marche".
Del suo lavoro hanno scritto molti critici e intellettuali tra i quali Filippo Tommaso Marinetti, Antonio Marasco, Palma Bucarelli, Giorgio de Marchis, Giulio Carlo Argan, Giorgio Bassani, Cesare Vivaldi, Giuseppe Marotta, Aldo Palazzesi, Giuseppe Marchiori, Elverio Maurizi, Franco Passoni, Emilio Villa, Franco Cagnetta.

## Biografia

### Origini e formazione
Sante Monachesi nasce a Macerata nel 1910. Terminati gli studi alla Regia Scuola di tirocinio di Macerata, si trasferisce a Roma dove, nel 1936, frequenta il corso di scenografia al Centro Sperimentale di Cinematografia. Il volume di Umberto Boccioni "Pittura e scultura futuriste" ispira la sua produzione artistica degli anni trenta. Crea l'Extra Plastica Futurista Aerodinamica, con le strutture spiraliche e diagonali in pittura e scultura.

### L'adesione al futurismo e le manifestazioni internazionali
Nel 1932 è tra i fondatori del Gruppo futurista Umberto Boccioni, movimento futurista delle Marche, con Bruno Tano e altri artisti, cui aderirà qualche tempo dopo anche il giovane pittore Wladimiro Tulli. Nel 1934 in occasione delle onoranze di Giacomo Leopardi nell'Esposizione d'arte antica e moderna a Recanati, tiene la sua prima personale di pittura e scultura. È l'inizio di un intenso ritmo espositivo che vede Monachesi partecipare alle principali manifestazioni del terzo decennio sia in Italia che all'estero. Nel 1937 partecipa all'Esposizione Universale di Parigi con l'opera "La gran luce". Nel 1938 espone un'opera di aeropittura, "La grande volta", all'esposizione nell'Art Department della Columbia University di New York e nello stesso anno alla XXI Biennale di Venezia.
Sante Monachesi nel 1939 sposa l'artista Giselda Parisella (1916-1991) ed hanno due figlieː Luce e Donatella. Nel 1939 espone alla III Quadriennale di Roma, con la presentazione di Filippo Tommaso Marinetti.

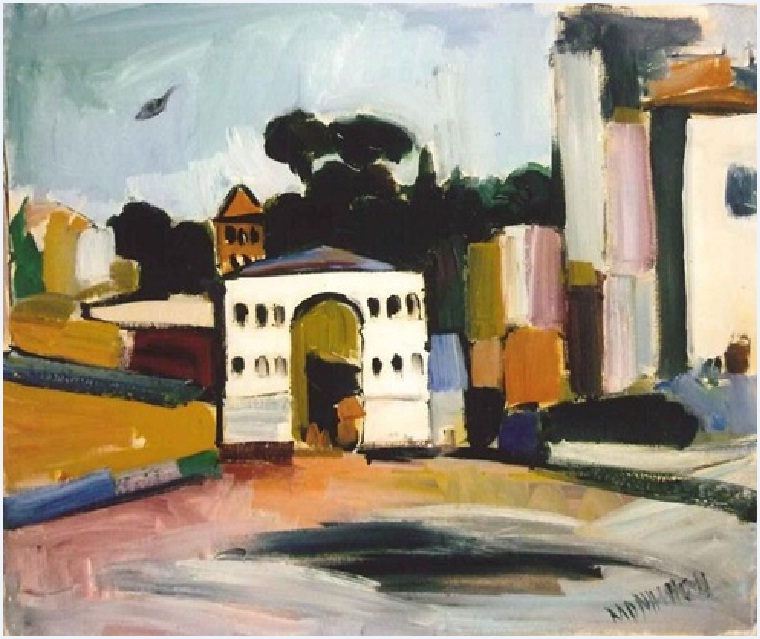
Paesaggio, 1955, Olio su Tela (Casa Museo Francesco Cristina)

Dopo l'esperienza futurista proietta la sua ricerca nella elaborazione di una poetica figurativa attraverso larghi piani cromatici e sintetiche profilature che caratterizzano la sua pittura negli anni quaranta e cinquanta. Sono di questo periodo i temi pittorici più noti di Monachesi, ispirati anche al suo soggiorno a Parigi nel dopoguerra; come le "Parigi" i "Muri ciechi", i "Fiori" e le "Clownesses". Partecipa nel 1943 alla IV Quadriennale di Roma. Nel 1945 sempre a Roma, insieme a De Chirico e Mafai, espone alla galleria San Bernardo.

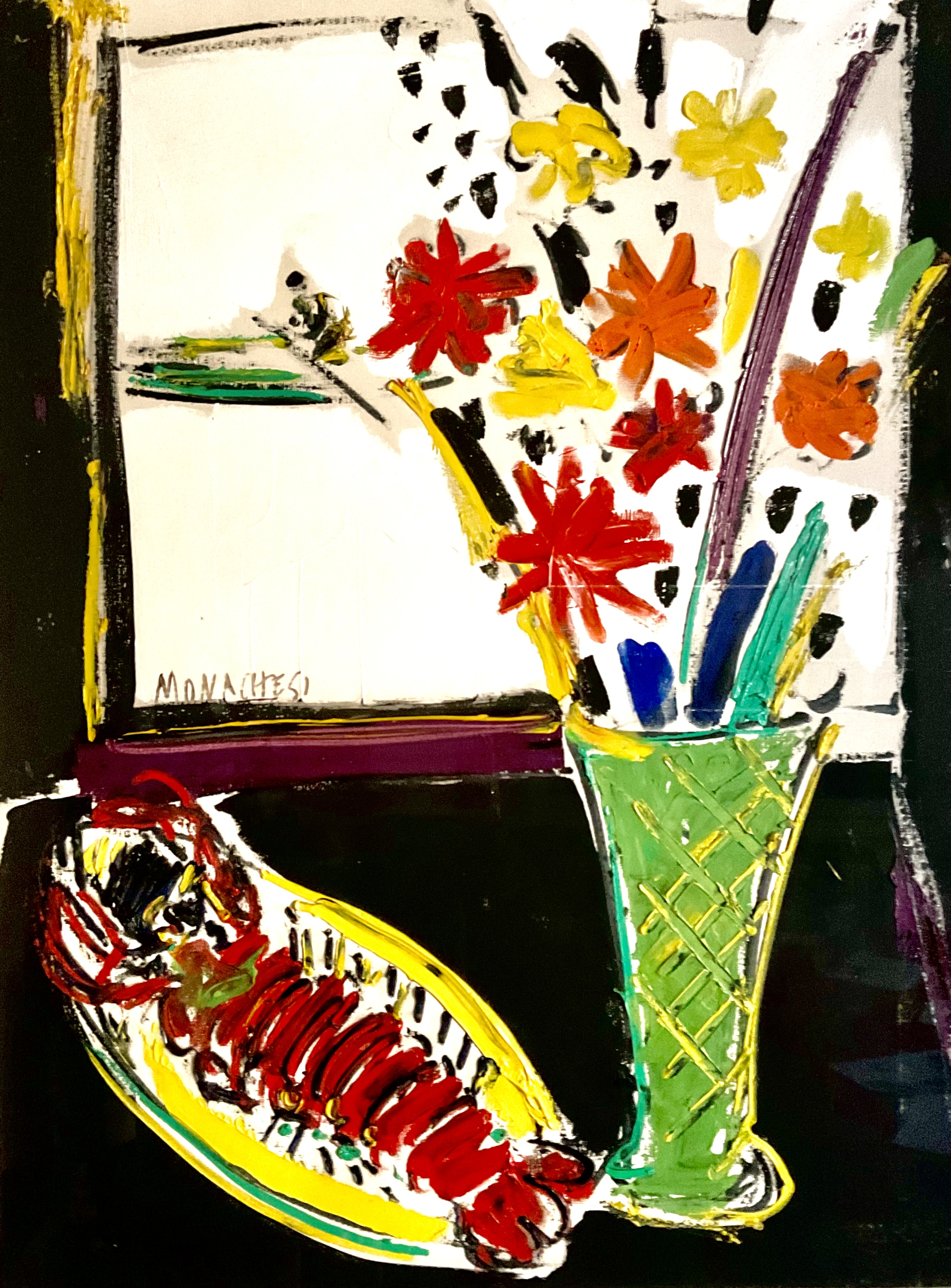
Sante Monachesi, Natura morta, 1962, olio su tela

Nel 1950 partecipa alla XXV Biennale di Venezia, mentre viene presentata a Parigi alla galleria Silvagni la seconda personale "Le nouvelles Peintures de Monachesi". Nel 1951 è presente alla VI Quadriennale di Roma. Nel 1952 vince il premio del Presidente della Repubblica al Premio Michetti a Francavilla al Mare. Nel 1954 vince il Premio Michetti. È ancora presente alle Biennali di Venezia del 1954, del 1956 e del 1960. Dal 1960 è docente alla cattedra di decorazione all'Accademia di belle arti di Roma.

### La fondazione del "movimento agrà”

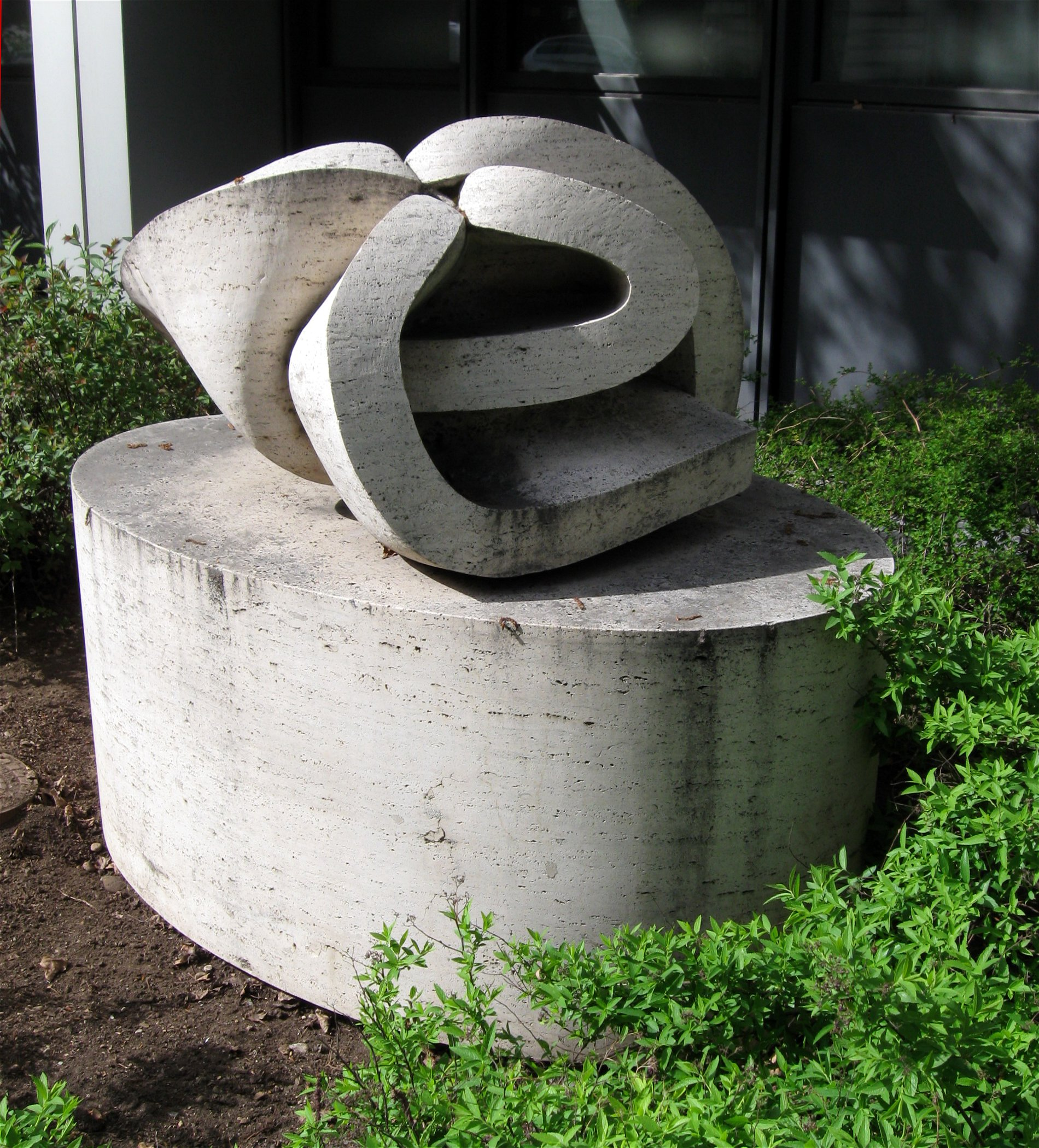
Da un Evelpiuma (1970).

Sempre interessato alla ricerca, disponibile a nuove avventure estetiche e ispirato dai nuovi materiali plastici, Monachesi realizza negli anni sessanta le sculture in gommapiuma ed in polimetilmetacrilato. In sintonia con queste nuove scoperte sulla materia e sull'energia attraverso, anche, la conquista dello spazio e lo sconvolgimento dell'agravitazionalità, nel 1962 fondò il "movimento agravitazionale" che, ispirato alle prime missioni umane nello spazio,  si propone di rendere l'utopia un'espressione estetica e si concretizza nella levità delle forme con le opere in evelpiuma; successivamente negli anni tra il 1964 ed il 1968 ne redasse il manifesto ideologico, tra Macerata e Baia Domizia.
L'esperienza è documentata da importanti e numerose mostre: le opere in evelpiuma furono esposte nel 1965 alla Triennale dell'Adriatico (Civitanova Marche, Palazzo delle Esposizioni) e a Roma alla Galleria l'Astrolabio. Nel 1969 espone le sue opere in perspex a Caorle nella rassegna Nuovi Materiali e Nuove Tecniche, e alla Biennale Internazionale d'Arte di Lignano in Avanguardia di Monachesi 1930-1969.

### Gli ultimi anni e la morte
Nel 1977 a Jesolo L'evelpiuma e l'universo Agrà di Monachesi, mostra e convegno. La stessa mostra arriva due anni dopo a Parigi, nella Cappella della Sorbona. Negli ultimi anni continua la sua ricerca di scultore e pittore nella definizione di nuovi orizzonti per l'arte. Nel 1978, attraverso la scultura "Legare e sciogliere", in evelpiuma, Monachesi crea l'extra plastica Agra dell'epoca agravitazionale. Morì a Roma nel 1991.
La sua lunga carriera artistica è testimoniata da importanti ed approfonditi contributi critici sulla sua opera e da numerose mostre in Italia e all'estero. Numerose esposizione sono state allestite in Italia e in sedi internazionali. A Roma, al Palazzo delle esposizioni e alla Galleria Nazionale d'Arte Moderna. A Milano, al Museo della Permanente; a Parigi, al Centre Georges Pompidou, Londra, Barcellona, Monaco. Inoltre a New York, alla Galleria Del Re, a Washington, a Ottawa e a Tokio. Del suo lavoro hanno scritto molti critici e intellettuali tra i quali Filippo Tommaso Marinetti, Antonio Marasco, Palma Bucarelli, Giorgio de Marchis, Giulio Carlo Argan, Giorgio Bassani, Cesare Vivaldi, Giuseppe Marotta, Aldo Palazzesi, Giuseppe Marchiori, Elverio Maurizi, Franco Passoni, Emilio Villa, Franco Cagnetta.

## Tributi e riconoscimenti
- Dal 2001 le sue opere sono presenti a Roma al Ministero degli Affari Esteri nella collezione “Artisti italiani del XX secolo alla Farnesina” a cura di Maurizio Calvesi, e sempre per l'iniziativa del Ministero degli Affari Esteri la sua opera è presente nella mostra itinerante ”Viaggio nell'arte italiana 1950-1980, cento opere della collezione Farnesina”, sempre a cura di Maurizio Calvesi. Nel 2006 è presente alla Galleria Nazionale d'Arte Moderna, Roma, nella mostra "Monachesi Perspex ed Evelpiuma 1959-1969", a cura di M.V. Marini Clarelli e M. Gargiulo. Inoltre, nel 2008 al Musee des beaux-art di Lione con la mostra ”Repartir à zéro 1945-1949” e nel

maggio/giugno 2009 alla Primaverile Argam della galleria il Saggiatore di Roma con “Monachesi Silenzio Agravitazionale".
- Nel 2010 nell'anniversario dai cento anni dalla nascita Il museo Fondazione Roma gli ha dedicato l'importante antologica “ Monachesi” a cura di S. Papetti, Luce Monachesi e Donatella Monachesi, con cento opere più rappresentative del suo percorso artistico.